# 景戒
景戒（日语：或けいかい，生卒年不詳）乃日本奈良時代藥師寺之僧侶，著有日本最早的佛教民間故事集《日本現報善惡靈異記》。

## 生平
景戒的出身不詳，但根據《日本靈異記》之序言與下卷卅八自述出身紀伊國名草郡，曾與妻子、馬過著半僧半俗的生活，年輕時也曾當過「私度僧」，後來才剃度出家成為藥師寺的僧侶。延曆14年（西元795年）他被授予傳燈住位（（日語）伝燈住位〔でんとう じゅうい〕）。
延曆6年（西元787年）他寫下《日本現報善惡靈異記》的初稿，弘仁13年（西元822年）完成全書。

## 內部連結
- 日本現報善惡靈異記